# Ministero della salute e dell'educazione medica
Il Ministero della salute e dell'educazione medica (in iraniano: وزارت بهداشت، درمان و آموزش پزشکی) è il dicastero del governo della Repubblica Islamica dell'Iran preposto alla supervisione della salute e dell'educazione medica.

## Storia
Il Ministero della Salute è stato istituito nel 1941. Nel 1985 divenne Ministero della salute e dell'educazione medica.